# Kłodzino Płońskie
Kłodzino Płońskie – zlikwidowany przystanek kolejowy w Kłodzinie na linii kolejowej Pyrzyce – Kłodzino Płońskie, w województwie zachodniopomorskim.